# Eotriceratops
Eotriceratops ("Raná třírohá tvář") byl rod obřího ceratopsidního (rohatého) dinosaura, formálně popsaného v roce 2007 ze souvrství Horseshoe Canyon v Albertě (Kanada).

## Historie a popis
Druh Eotriceratops xerinsularis byl formálně popsán na základě znovuobjevených fosilií, původně zkoumaných již v roce 1910 paleontologem Barnumem Brownem (který nechal silně erodovanou a fragmentovanou fosilii nakonec na místě a nepokoušel se o její vykopání a rekonstrukci). Bezmála o století později byla původní Browenova lokalita dohledána a fosilie byly vykopány. Pio dobu několika let pak probíhala rekonstrukce obří lebky, fragmentované na množství menších kousků. Jediným známým druhem je typový E. xerinsularis, popsaný týmem paleontologů v roce 2007.
Eotriceratops žil ke konci křídového období (věk maastricht, asi před 68,8 milionu let) a byl tak zhruba o 2 miliony let starší než jeho slavnější příbuzný Triceratops. Zajímavé je, že u báze jednoho fosilního rohu byly zachovány otvory, vypadající jako stopy po kousnutí dravým dinosaurem. Jediný známý exemplář dinosaura tedy mohl být kořistí nebo zdechlinou, ze které ještě před jejím zakrytím ukusovali velcí predátoři (nejspíš tyranosauridi).

## Rozměry
Mezi jeho nejzajímavější parametry tohoto druhu patří jeho obrovská lebka, dlouhá podle autorů popisu až kolem 3 metrů. Na základě tohoto rozměru by celková délka těla mohla dosáhnout odhadem asi 9 metrů, čímž by byl Eotriceratops jedním z největších známých ceratopsidů vůbec. Podle badatele Gregoryho S. Paula dosahoval Eotriceratops délky kolem 8,5 metru a hmotnosti až 10 000 kilogramů. Nadočnicové rohy tohoto dinosaura dosahovaly délky kolem 80 cm, což vzhledem k vcelkové délce lebky není mnoho (u triceratopsů jsou nejdelší známé nadočnicové rohy dlouhé kolem 115 cm).
Eotriceratops měl pravděpodobně nejdelší známou lebku mezi všemi rohatými dinosaury (a tím i suchozemskými živočichy vůbec). Při třímetrové délce velikostně překonávala lebky příbuzných druhů ceratopsidů, jako byl Torosaurus latus (2,77 m), Titanoceratops ouranos (2,65 m), Triceratops horridus (2,5 m) nebo Pentaceratops sternbergii (2,3 m).

### Česká literatura
- SOCHA, Vladimír (2021). Dinosauři – rekordy a zajímavosti. Nakladatelství Kazda, str. 56.